# 川西市郷土館

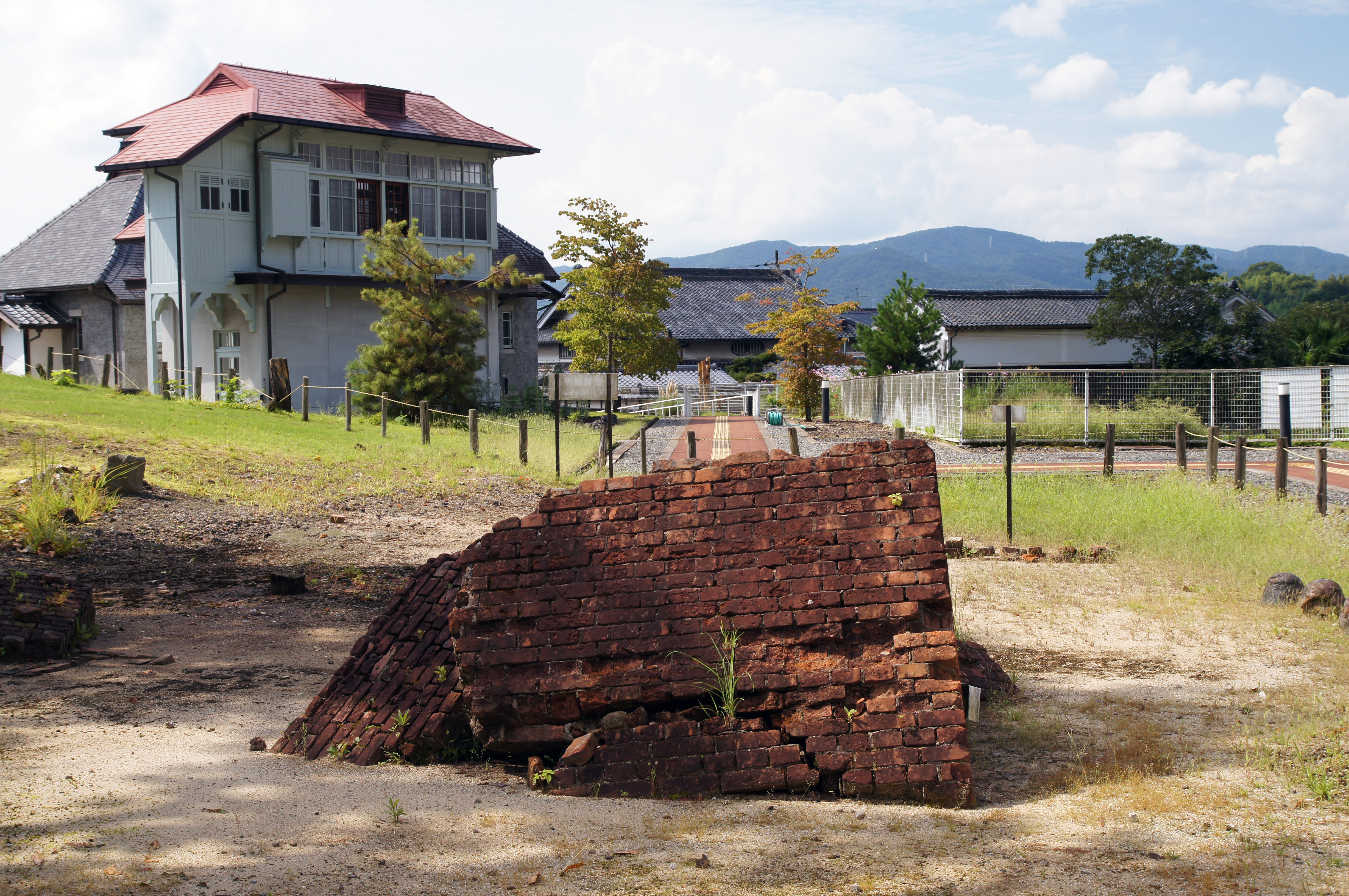
平安製錬所跡遺構

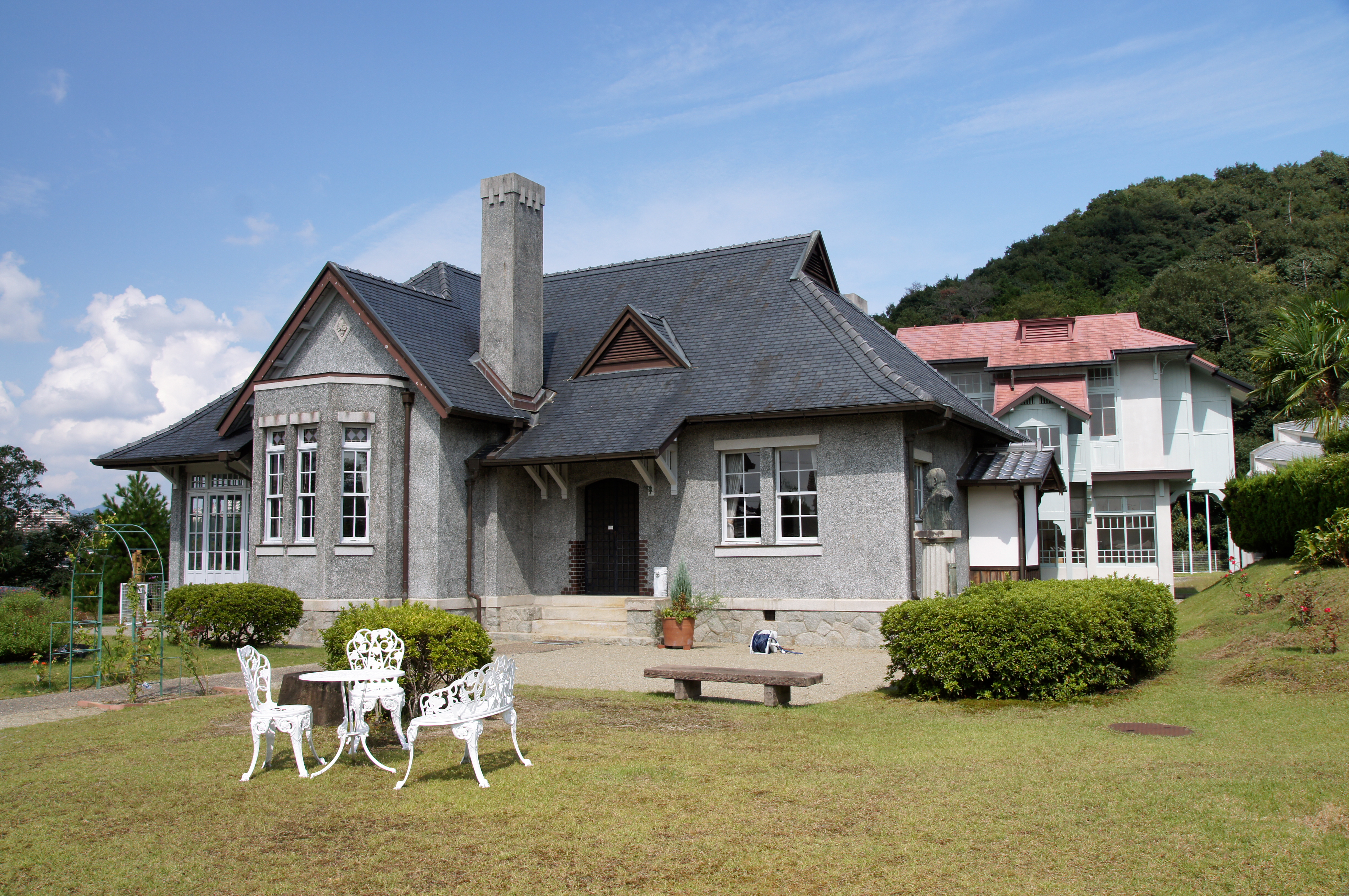
旧平賀邸

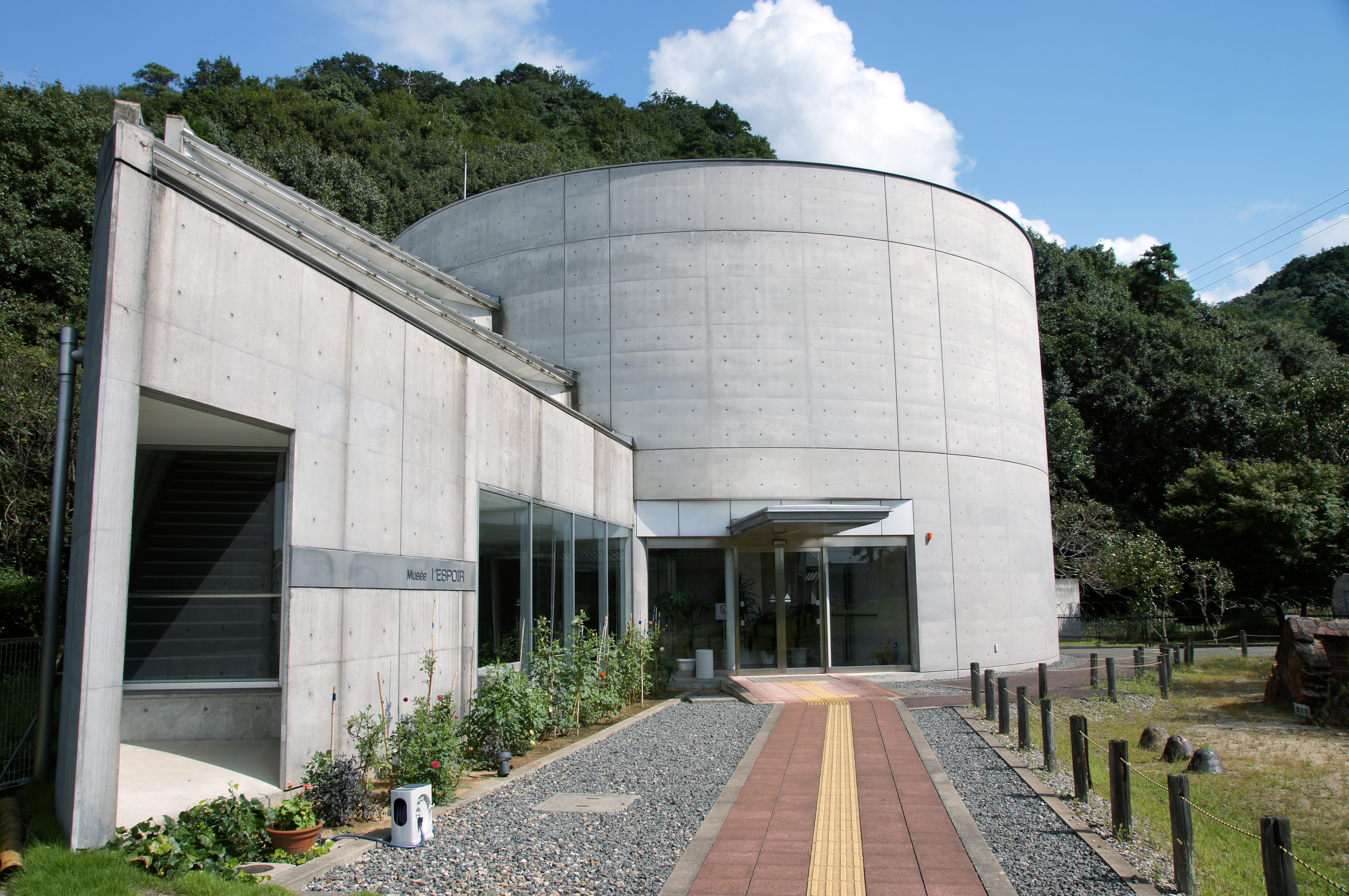
ミューゼレスポアール

川西市郷土館（かわにししきょうどかん）は兵庫県川西市にある博物館・美術館である。
かつて多田銀山の精錬所を営んだ平安（ひらやす）家の邸宅「旧平安邸」を施設として1988年（昭和63年）11月に開館した。
かつて精錬所があった広大な敷地内には、近代和風建築の「旧平安邸」、西洋館の「旧平賀邸」、現代建築のミューゼレスポアール、アトリエ平通の展示施設が点在する。

## 施設
- 平安製錬所跡遺構
- 旧平安邸 - 主屋、離座敷、浴室、米蔵、納屋、蔵4棟と日本庭園で構成される数寄屋造の近代和風建築。国の登録有形文化財、景観形成重要建造物等 (兵庫県指定)。
  - 一色八郎コレクション「箸の展示室」
  - 鉱山資料展示室
- 旧平賀邸 - 1918年（大正7年）に日本最初の工学博士平賀義美の本邸として竣工、1990年（平成2年）11月川西市小戸から移築。国の登録有形文化財、ひょうご近代住宅100選。
- ミューゼレスポアール - 青木大乗と平通武男の作品を展示する美術館。1995年（平成7年）11月開館。
- アトリエ平通 - 平通武男のアトリエを模した美術館。2010年（平成22年）2月開館。絵画教室等も開催。

## 文化財

### 国の登録有形文化財
- 川西市郷土館（旧平安家住宅）
  - 主屋・玄関・玄関門・乾蔵・西蔵・巽蔵・北蔵・長屋門・西納屋・南納屋・北納屋・大納屋・浴室・離れ・屋根塀（主屋は1996年12月20日登録、その他は1997年5月7日登録）[2]
- 旧平賀家住宅
  - 主屋、実験研究棟（主屋は1996年12月20日登録、実験研究棟は1997年5月7日登録）[2]

## 利用情報
- 所在地 - 兵庫県川西市下財町4番1号[1]

- 開館時間 - 10時から16時30分（入館は16時まで）
- 休館日 - 月曜日（祝日に当たる場合はその翌日）

## 交通アクセス
- 能勢電鉄 山下駅 から徒歩約10分

## 周辺
- 大昌寺
- 平野神社
- 一庫ダム
- 小童寺
- 頼光寺